# Anna Bagration
 (juillet 2012).
Si vous disposez d'ouvrages ou d'articles de référence ou si vous connaissez des sites web de qualité traitant du thème abordé ici, merci de compléter l'article en donnant les références utiles à sa vérifiabilité et en les liant à la section « Notes et références ».
Anna Bagration ou Anna Alexandrovna Grouzinskaïa (1723-19 mars 1780, Moscou) est une princesse géorgienne du XVIIIe siècle.

## Biographie
Anna (Ana) Bagration est née en 1723. Elle est la fille unique et l'aînée des enfants de Nazar Ali Mirza, régent de Kakhétie pour le compte des Perses de 1736 à 1739, et de son épouse, Mariami Kvenipneveli-Sidamoni, fille du duc de Ksani.
À la mort de son père, en 1739, elle se rend en Russie avec son frère Jean et s'installe à Moscou. C'est là-bas qu'elle rencontre le prince Dadianov, originaire de Mingrélie. Ils se marient et ont une descendance. Elle devient alors la princesse Anna Alexandronvna Dadianova.
Anna Grouzinskaïa est morte à Moscou le 19 mars 1780.
Elle a épousé le prince Piotr Igorovitch Dadianov, né le 15 juin 1716 et mort à Moscou le 7 décembre 1784. Ils ont ensemble un fils et quatre filles :
- Alexandre Petrovitch Dadianov (1753-1811) ;
- Ekaterina Petrovna Dadianova (1743-1769) ;
- Olga Petrovna Dadianova (1750-1820) ;
- Elisaveta Petrovna Dadianova (1750-1814).